# Hi Wa Mata Noborikuri Kaesu
«Hi wa Mata Nobori Kurikaesu» (陽はまたのぼりくりかえす?) es el primer maxisencillo de Dragon Ash, perteneciente al álbum Buzz Songs, lanzado en 1998. Este sencillo es la canción de opening de la serie de animé del año 1998, DT Eightron.
"The Cowboy Fuck!" contiene el "feat. DJ BOTS", ya que BOTS no pertenecía a la banda, él se unió al grupo oficialmente en 1999.
Hi wa Mata Nobori Kurikaesu tiene los mismos sonidos de la batería de la canción de Queen, "We Will Rock You".

## Lista de canciones
1. «Hi wa Mata Nobori Kurikaesu» (陽はまたのぼりくりかえす?) – 7:13
2. «Don't Worry 'bout Me» – 4:23
3. «Cowboy Fuck!» feat. DJ BOTS – 5:07

- Datos: Q6139251